# استهداف خدمات البلديات في غزة

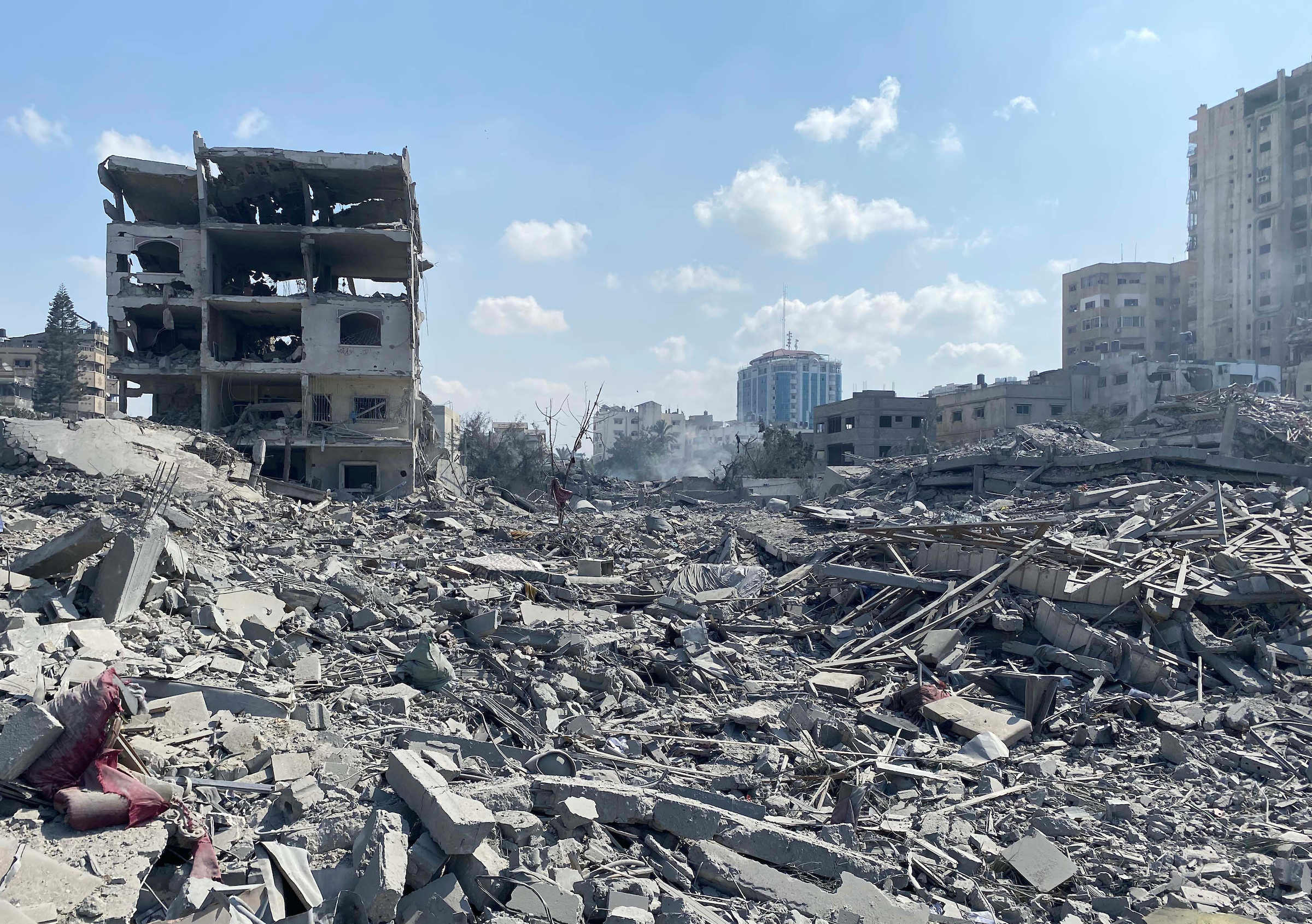
دمار واسع طال البنية التحتيّة والخدميّة في قطاع غزة نتيجة الاعتداءات الإسرائيليّة بالقصف خلال حرب غزة 2023.

يُعَد استهداف خدمات البلديات في غزة أحد أوجه الاعتداءات المُمنهَجة في كل الحروب التي شنّتها قوّات الاحتلال الإسرائيلي على قطاع غزة، والتي لم تستثني أي مجال من مجالات الحياة. ولكن في حرب غزة 2023، عملت القوّات الإسرائيليّة على تنفيذ إبادة جماعيّة للشعب الفلسطيني لم يشهدها التاريخ. وقد تعرّض المشهد الخدمي في القطاع إلى اعتداءات كثيرة، منها استشهاد عدد كبير من العاملين في هذا المجال وتدمير عدد من منشآت وآليّات البلديّات والتي تقدّم خدماتها للمواطنين الفلسطينيين.
شملت هذه الاعتداءات أيضًا تدمير الطرق ومعظم البُنى الأساسيّة الخدميّة كخزّانات المياه ومحطّات الصرف الصحي والآبار بحجّة وجود أنفاق تابعة للمقاومة الفلسطينيّة.

## أهم الاستهدافات
- قصف البنية التحتيّة للصرف الصحي في غزة وغيرها من مدن القطاع.[4]
- قصف خزّانات المياه الضخمة في بيت لاهيا ونحو نصف الآبار الرئيسيّة الصالحة للاستخدام في جباليا وغيرها.[5][6]
- منع نقل النفايات الصلبة إلى المكبّات الرئيسيّة في شرق القطاع كجحر الديك، وتكدّس آلاف الأطنان منها داخل المدن.[7]
- قصف المنشآت الصناعيّة المؤدي لتلوث المياه الجوفيّة ومياه البحر في القطاع.[8]
- قصف كراج بلديّة غزة وورشة صيانة الآليّات التابعة لها، والتهديد بمقصف مبنى البلديّة الأثري الذي يعود لعام 1893.[9]
- قصف مبنى الأرشيف المركزي التابع لبلديّة غزة، الذي تسبّب بتدمير وحريق كبير في المقر الرئيسي للبلديّة، وخسارة آلاف الوثائق التاريخيّة التي يزيد عمرها على 100 عام.[10]

## وصلات خارجية
- كيف لحق الدمار بالبنية التحتية في غزة؟ | BBC
- حرب التعطيش الإسرائيلية.. عرض لواقع المياه بغزة قبل وبعد العدوان | الجزيرة نت